# Langer Berg (Calvörde)
Der Lange Berg ist eine 106 m ü. NHN hohe Erhebung der Calvörder Berge. Er liegt beim Kernort der Gemeinde Calvörde im sachsen-anhaltischen Landkreis Börde.

## Geographie

### Lage
Der Lange Berg erhebt sich im Nordteil der Calvörder Berge. Er liegt zwischen den Dörfern Velsdorf im Norden, Calvörde im Osten, Böddensell im Süden, Grauingen im Westsüdwesten und Wegenstedt im Westen. Nordöstlich befindet sich der Strahlenberg (83,4 m), südsüdöstlich der Mörderberg (116,8 m), südlich der Blocksberg (112,9 m), westsüdwestlich der Reuterberg (87,1 m), nordwestlich der Saalberg (86,7 m) und nordnordwestlich der Lauseberg (90,5 m). Südlich verläuft die Landesstraße 24, die Wegenstedt mit Calvörde verbindet, am Langen Berg vorbei.

### Naturräumliche Zuordnung
Der Lange Berg gehört in der naturräumlichen Haupteinheitengruppe Weser-Aller-Flachland (Nr. 62), in der Haupteinheit Ostbraunschweigisches Flachland (624) und in der Untereinheit Obisfelder-Calvörder Endmoränenplatten (624.5) zum Naturraum Calvörder Hügelland (624.53).

## Beschreibung und Geschichte
Der Lange Berg ist hauptsächlich von Nadelwald bedeckt. Unweit des Berges verlief einst die Strecke der Kleinbahn Wegenstedt–Calvörde. Auch lag einst das Dorf Andorf, welches heute wüst ist, nicht weit entfernt. Heute ist der Lange Berg bekannt für seine Naturrodelbahnen, diese werden hauptsächlich von den Einwohnern der näheren Umgebung genutzt.